# Köttmannsdorf
Köttmannsdorf (slovenska: Kotmara vas)  är en ort och kommun i Österrike. Den ligger i distriktet Klagenfurt-Land i förbundslandet Kärnten, i den södra delen av landet, 250 km sydväst om huvudstaden Wien.
Kommunen består av 23 orter (Ortschaften) (inom parentes invånarantal 1 januari 2024):

- Aich (261)
- Am Teller (64)
- Gaisach (55)
- Göriach (105)
- Hollenburg (11)
- Köttmannsdorf (821)
- Lambichl (380)
- Mostitz (35)
- Neusaß (72)
- Plöschenberg (50)
- Preliebl (80)
- Rotschitzen (161)
- Schwanein (28)
- St. Gandolf (140)
- St. Margarethen (83)
- Thal (33)
- Trabesing (197)
- Tretram (51)
- Tschachoritsch (235)
- Tschrestal (61)
- Unterschloßberg (17)
- Wegscheide (82)
- Wurdach (133)